# Горизонт подій

Світова лінія рівноприскореного руху тіла P за межами світлового конуса, звідки світло не може потрапити до спостерігача

Горизонт подій (англ. event horizon) — уявна гіперповерхня в просторі-часі, яка відділяє ті точки простору-часу, звідки світло може потрапити до спостерігача, від тих, звідки світло потрапити до спостерігача не може.
Горизонт подій виникає навколо чорних дір, для яких друга космічна швидкість перевищує швидкість світла.
Жодна подія за горизонтом подій не може вплинути на спостерігача, оскільки такий вплив означав би порушення принципу причинності. З точки зору зовнішнього спостерігача будь-яке тіло наближатиметься до горизонту подій нескінченно довго.
Цей термін було запроваджено Вольфгангом Риндлером.

## Передумови
В 1784 Джон Мічелл припустив, що поблизу компактних масивних об'єктів гравітація може бути настільки сильною, що навіть світло не може її подолати. На той час домінували ньютонівська теорія гравітації і так звана Корпускулярна теорія світла. Згідно з цими теоріями, якщо друга космічна швидкість у об'єкта перевищує швидкість світла, то світло, що йде від нього, може тимчасово віддалитися, але в результаті повернеться назад. У 1958 році Девід Фінкельштейн використовував загальну теорію відносності, щоб ввести суворіше визначення локального горизонту подій чорної діри як кордону, за якою події будь-якого роду не можуть вплинути на стороннього спостерігача. Це призвело до інформаційного феномена та феномена файрвола, які спонукали переглянути концепцію локальних горизонтів подій і поняття чорної діри. Згодом було розроблено кілька теорій як з горизонтом подій, так і без нього. Стівен Гокінг, який був одним з провідних розробників теорій для опису чорних дір, запропонував використовувати Видимий горизонт замість горизонту подій, заявивши, що «гравітаційний колапс створює видимі горизонти, а не горизонти подій». Зрештою він дійшов висновку, що «відсутність горизонту подій означає відсутність чорних дір — у сенсі конструкцій, у тому числі світло неспроможне піти у нескінченність». Це не означає заперечення існування чорних дір, це просто висловлює недовіру до традиційного суворого визначення горизонту подій.